# GSC5970-2491
GSC5970-2491 — хімічно пекулярна зоря спектрального класу A5, що має видиму зоряну величину в смузі V приблизно 10,0.

## Пекулярний хімічний склад
Зоряна атмосфера GSC5970-2491 має підвищений вміст 
Eu
.